# Laura Rogule
Laura Rogule (5. februar 1988 i Riga i Lettiske SSR) er en lettisk skakspiller, som indehaver titlen af kvindelig stormester. Rogule har vundet de lettiske skakmesterskaber for kvinder seks gange – i 2003, 2005, 2006, 2009, 2010 og 2011. I 2002 vandt hun U14-VM i skak for piger. Rogules nuværende elo-rating er 2.362 (per juli 2011).
Laura Rogule har deltaget for Letland ved skakolympiader:
- I 2004 ved tredje bord under 36. Skakolympiade i Calviá (+5, =1, -5);
- I 2006 ved andet bord under 37. Skakolympiade i Torino (+7, =2, -3);
- I 2008 ved første bord under 38. Skakolympiade i Dresden (+3, =4, -3);
- I 2010 ved andet bord under 39. Skakolympiade i Khanty-Mansijsk (+5, =1, -3).

Laura Rogule deltog i Letland ved det 4. EM i holdskak for kvinder:
- I 2001, ved reservebordet i León (+3, =2, -1).[2]